# Champagne Castle
Der Champagne Castle ist ein Berg in den Drakensbergen und mit 3377 m der zweithöchste Gipfel Südafrikas. Er ist umgeben von einer Reihe anderer Gipfel, darunter Giant’s Castle (3315 m), Cathkin Peak (3149 m), Monk's Cowl (3229 m), Sterkhorn (2973 m), Mount Memory und Dragon's Back.

## Erstbesteigung
Die Erstbesteigung erfolgte in den frühen Jahren des 20. Jahrhunderts durch Reverend A.H. Stocker und seinen Bruder F.R. Stocker. Sie bestiegen auch das Sterkhorn als erste.

## Entstehung des Namens
Die Geschichte der Namensgebung soll auf die beiden Bergsteiger David Gray und Major Grantham zurückgehen, die das Ersteigen des Gipfels mit einer Flasche Champagner feiern wollten, die allerdings auf einem Felsen zersprang, worauf man den Berg auf den Namen Champagne Castle taufte.

## Lage und Umgebung
Champagne Castle liegt in den zentralen Drakensbergen in der Nähe der Ortschaft Winterton.

## Routen zum Gipfel
Der Gipfel ist von erfahrenen Wanderern in zwei Tagen zu erreichen. Die Touren starten im Allgemeinen am Monk's Cowl Camp, führen hinauf zum Fuß von Cathkin Peak und von dort entlang eines Contour Path zu Keith Bush Camp am Mhlwazini River. Dort verbringen die meisten Wanderer die Nacht. Der Aufstieg am zweiten Tag erfolgt über den sehr steilen Gray’s Pass, an dessen Ende man das Gipfelplateau erreicht.